# ロシア帝国軍事省
ロシア帝国軍事省（Военное министерство）とは、ロシア帝国の国防・軍事を統括する官庁。

## 歴史
1802年9月8日、省庁設置令に従い、陸軍省（ロシア語: Министерство военных сухопутных сил）が設置される。
1808年6月24日、陸軍省は軍事省に改称された。1815年12月12日、参謀本部の設置と共に、軍事大臣は参謀総長の直属となり、軍事省には軍政と兵科部門が残された。その後も、軍事省は機能が縮小され続け、1818年～1819年、工兵総監を長とする工兵部隊と砲兵総監を長とする砲兵部隊が独立官庁に分離され、1821年、屯田兵は独立屯田兵団本部に従属し、1832年から軍事教育施設はパジュ・陸軍幼年団・貴族連隊総長局本部が指導した。
1832年と1836年の軍事省設置令に従い、軍事官庁の中央集権化が進められ、参謀本部、屯田兵を含む全部門が軍事省の構成に入った。1860年代、各地方に軍管区が設置される。1865年、参謀本部設置。1869年1月1日、軍事省規程承認。軍事省の機構は、19世紀末～20世紀初頭にかけて、数度の変更を経た。
日露戦争での敗北後、1905年6月、皇帝に直属する参謀総長職が設置され、参謀総長の下には陸軍の作戦指導のために参謀本部総局が再び創設された。1906年～1910年にかけて、各兵科の総監局が設置された。1913年、航空隊の管轄のため、工兵総局は軍事技術総局に改編された。
第一次世界大戦中、軍事省は、予備役軍人の総動員を行い、現役軍の充足と物資・機材の補給を実施した。部隊の野戦統制は、最高司令官本部の管轄下にあった。
二月革命後、軍事省に閣僚代表・最高司令官室執務室と政治局が創設された。十月革命後は、ソビエト当局の支配下に入り、1918年中に解散された。軍事省の若干の部署は、赤軍に吸収された。

## 機構
1869年1月1日付軍事省規程に従う。
- 軍事会議
- 軍事省官房
- 参謀本部
- 砲兵総局
- 軍医総局
- 軍船総局
- 軍事教育施設総局
- 工兵総局
- 経理総局
- 非正規軍総局
- 騎兵総監局
- 狙撃大隊監察官局

## 歴代軍事大臣
1866年以降のみ。階級は就任時のもの。
- ドミトリー・ミリューチン中将（1866年3月27日 - 1881年5月22日）：伯爵
- 代行ピョートル・ヴァンノフスキー（ロシア語版、英語版）中将（1881年5月22日 - 1882年1月1日）：
- ピョートル・ヴァンノフスキー中将（1882年1月1日 - 1898年1月1日）：
- 代行アレクセイ・クロパトキン中将（1898年1月1日 - 1月7日）：
- アレクセイ・クロパトキン中将（1898年1月7日 - 1904年2月7日）：
- ヴィクトル・サハロフ（ロシア語版、英語版）中将（1904年 - 1905年6月21日）：侍従武官長
- 代行アレクサンドル・レディゲル（ロシア語版、英語版）中将（1905年6月21日 - 7月15日）：
- アレクサンドル・レディゲル中将（1905年7月15日 - 1909年3月11日）：
- ウラジーミル・スホムリノフ騎兵大将（1909年3月11日 - 1915年6月13日）：
- アレクセイ・ポリワノフ歩兵大将（1915年6月13日 - 1916年3月15日）：
- ドミトリー・シュワエフ歩兵大将（1916年3月15日 - 1917年1月3日）：
- ミハイル・ベリャエフ歩兵大将（1917年1月3日 - 2月28日）：
- アレクサンドル・グチコフ予備役少尉補（1917年3月2日 - 5月5日）：
- アレクサンドル・ケレンスキー予備役少尉補（1917年5月5日 - 8月30日）：
- アレクサンドル・ヴェルホフスキー少将（1917年8月30日 - 10月20日）：